# HMS Mendip (L60)
Le HMS Mendip (pennant number L60) est un destroyer de la classe Hunt, construit pour la Royal Navy. Ce navire sert pendant la Seconde Guerre mondiale pour la Royal Navy. Il est loué à la Marine de la république de Chine en mai 1948. Il retourne au Royaume-Uni en 1949 puis est vendu à la marine égyptienne en novembre 1949. Il est capturé par la marine israélienne le 31 octobre 1956 lors de la crise du canal de Suez. Il est détruit en 1972.

## Construction
Le HMS Mendip est commandé le 11 avril 1939 lors du programme de construction navale de 1939 au chantier naval de Swan Hunter and Wigham Richardson Ltd.   à Wallsend, comté de Tyne and Wear en Angleterre. La pose de la quille est effectuée le 10 août 1939 sous le numéro de chantier J4111. Le Mendip est lancé le 6 avril 1940 et mis en service le 12 octobre 1940.
Il est parrainé par la communauté civile de Shepton Mallet dans le Somerset, dans le cadre de la Warship Week (semaine des navires de guerre) en mars 1942.

## Histoire

### Seconde Guerre mondiale
Lors de la mise en service, le Mendip est affectée à la base de la Home Fleet à Scapa Flow pour son service en octobre, mais il est endommagé par l'une de ses propres charges de profondeur durant un exercice de préparation. Il est réparé et reprend service le 18 février 1941. Le 30 mars, il est assigné à la 21e flottille de destroyers à Sheerness où il paseé les deux prochaines années pour l'escorte des convois en mer du Nord et dans la Manche.
Pendant ce temps, le Mendip protège le trafic côtier contre les attaques d'avions et des torpilleur rapides Schnellboote allemands, la récupérations de naufragés, et participe à des opérations de pose de mines et d'offensives contre des installations ennemies.
En septembre 1942, il devient le navire de haut rang dans la 21e Flottille de destroyers avec la nomination du capitaine CR Parry, commandant de cette flottille.
En juin 1943, après un radoub, le Mendip est affecté à l'escorte du convoi WS31, qui fait partie de la force d'invasion de l'opération Husky, et participe en juillet à l'invasion de la Sicile.
En septembre, le Mendip fait partie de l'opération Avalanche, le débarquement à Salerne, dans le cadre de l'invasion alliée de l'Italie.
Pendant le reste de l'année, il participe à des escortes de convois et à des tâches de patrouille en Méditerranée.
En mai 1944, le Mendip retourne en Grande-Bretagne pour participer à l'opération Neptune, la composante navale du débarquement en Normandie.
Libéré de l'opération Neptune, le Mendip retourne dans la 21e Flottille de destroyers et effectue des fonctions d'escorte locale dans la Manche et la mer du Nord, jusqu'au jour de la victoire en mai 1945.
Entre 1942 et 1944, le Mendip a escorté 25 convois à travers la mer du Nord.

#### Honneurs de bataille
- Mer du Nord 1941-1945
- Manche 1942-43
- Sicile 1943
- Salerne 1943
- Méditerranée 1943
- Normandie 1944

### Après guerre
La dernière mission du Mendip est avec l'opération Deadlight, la cession de la flotte allemande de sous-marins, et en janvier 1946, il est désarmé et placée en réserve dans la Reserve Fleet.

#### Service dans la Marine de la république de Chine
Le Mendip est loué à la Marine de la république de Chine en mai 1948, tout comme le HMS Aurora. Il est renommé Lin Fu d'après le major général Zhang Lingfu commandant de la 74e division tombé pendant la guerre civile chinoise.
Après que le Aurora (renommé Chung King) soit passé aux mains de la Chine communiste, il est repris par la Royal Navy en juin 1949 et remis en service avec la compagnie du navire HMS Consort.

#### Service dans la Marine égyptienne
Le Mendip est vendu à la Marine égyptienne le 15 novembre 1949 et devient le Mohamed ali-El-Kebir. Il prend ensuite le nom de Ibrahim-El-Awal en 1951.

##### Crise de Suez

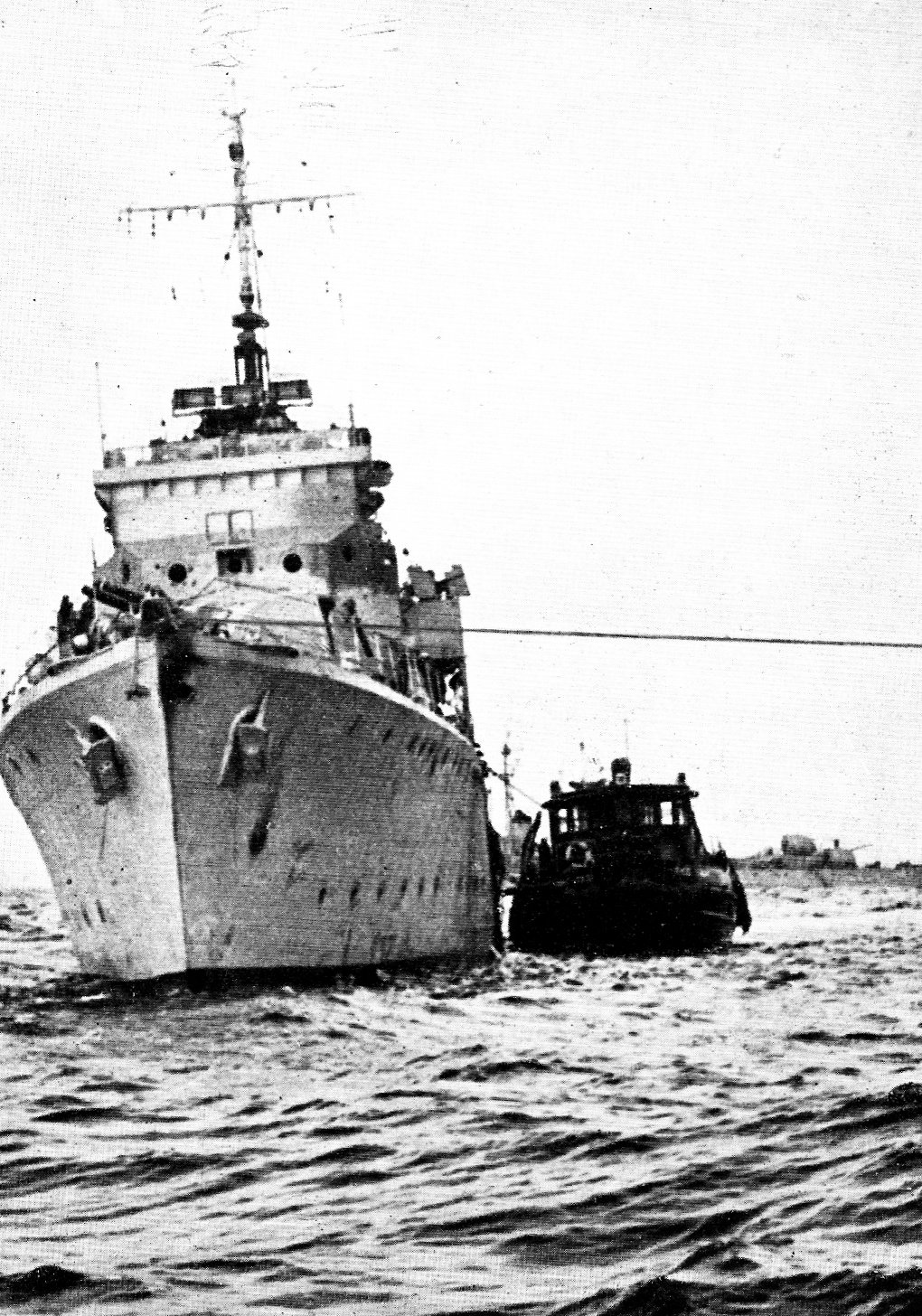
Le destroyer égyptien Ibrahim Al-Awal arrivant à Haïfa après sa capture.
On aperçoit au loin la silhouette du Kersaint

Dans le cadre des opérations navales de la crise du canal de Suez, l'Égypte déploie l’Ibrahim el Awal vers Haïfa dans le but de bombarder les installations pétrolières de cette ville. Le 31 octobre 1956 à partir de 3 h 40 du matin, il commence à bombarder la ville avec ses canons de 4 pouces. Il est repéré par un avion C-47 muni d'un radar L'escorteur d'escadre français Kersaint, qui est déployé dans le port de Haïfa pour le garder dans le cadre de l'opération Mousquetaire, ouvre le feu contre l’Ibrahim el Awal à 64 reprises, les tirs l'encadrent, mais ne parviennent pas à le toucher. A 5 h 30, deux destroyers israéliens ont défié Ibrahim el Awal et le navire de guerre égyptien s'est immédiatement retiré. Les navires de guerre israéliens ont poursuivi et, avec deux chasseurs Dassault Ouragan Force aérienne israélienne armés de roquettes, réussissent à endommager le turbo-alternateur et le gouvernail du navire. Une seule roquette et cinq obus des destroyers l'ont touché. Laissé sans pouvoir et incapable de diriger, Ibrahim el Awal s'est rendu à la marine israélienne. Il est incorporé à celle-ci et devient l'INS Haïfa.

#### Service dans la Marine israélienne
L'INS Haïfa sert dans la marine israélienne jusqu'à la fin des années 1960, et est finalement retiré du service en 1972.
Selon une source, il est relégué au rang de navire cible en 1968 et coulé après avoir été touché par un missile mer-mer Gabriel. D'autres sources écrivent qu'il est déployé pour des tâches de formation jusqu'en 1970, puis relégué au rôle de navire d'hébergement avant d'être mis au rebut en 1972.